# ベルリン州立図書館

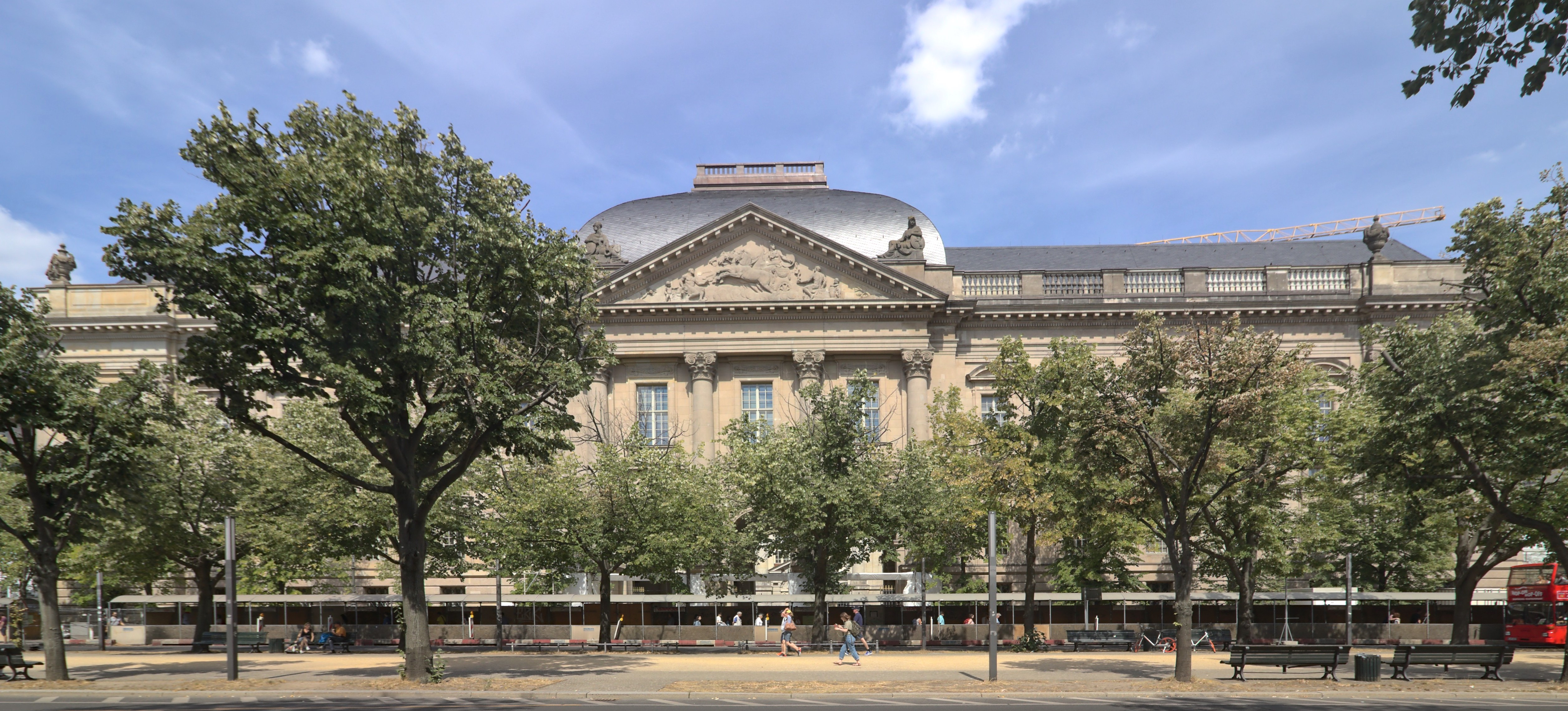
ウンター・デン・リンデン館

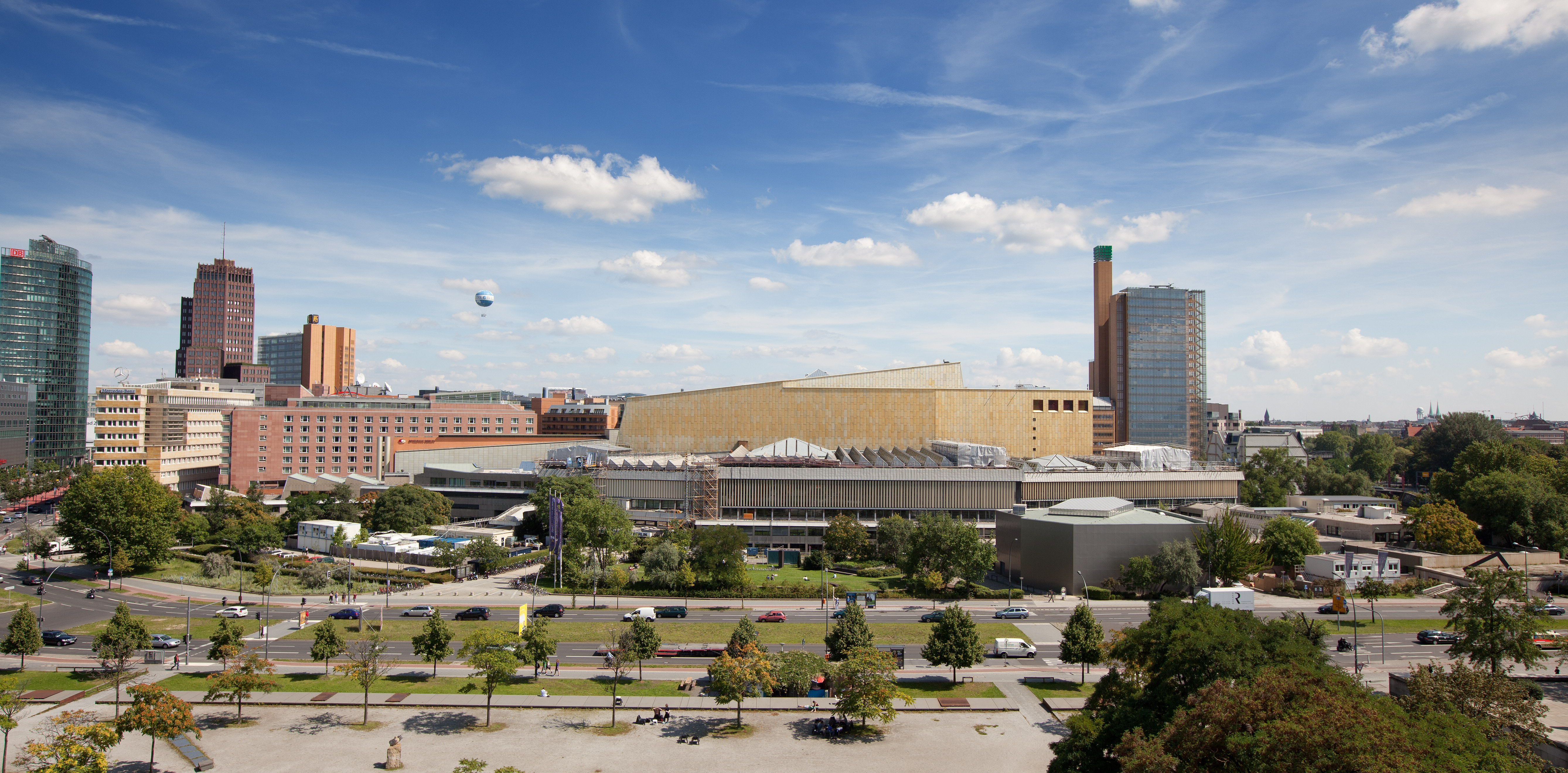
ポツダム通り館

ベルリン国立図書館（ベルリンしゅうりつとしょかん、独: Staatsbibliothek zu Berlin）は、プロイセン文化財団が運営する図書館。ベルリンの人々にはシュタービ（Stabi）の愛称で親しまれている。
1661年にプロイセン公フリードリヒ・ヴィルヘルムによって設立された。1701年にベルリン王立図書館（Königliche Bibliothek zu Berlin）、1918年にプロイセン国立図書館（Preußische Staatsbibliothek）にそれぞれ改称された
1913年に落成したウンター・デン・リンデンの1号館と、ウンター・デン・リンデンが東ベルリンとなったため西ベルリンのポツダム通りに1978年に新たに建設された2号館が、主要な施設である。
J. S. バッハの《インヴェンションとシンフォニア》、《平均律クラヴィーア曲集》第1巻の自筆譜が保存されている。